# Стіг Андре Берге
Стіг Андре Берге (норв. Stig André Berge; нар. 20 липня 1983, Осло) — норвезький борець греко-римського стилю, бронзовий олімпійський медаліст, бронзовий призер чемпіонату світу, триразовий срібний призер чемпіонатів Європи.

## Життєпис
Боротьбою почав займатися з 1987 року.
Виступає за борцівський клуб міста Осло. Тренер — Фріц Онес.

## Спортивні результати на міжнародних змаганнях

### Виступи на Олімпіадах
| Змагання                                   | Збірна   | Вагова категорія                 | Місце  |
| ------------------------------------------ | -------- | -------------------------------- | ------ |
| Боротьба на літніх Олімпійських іграх 2008 | Норвегія | греко-римська боротьба, до 60 кг | 18     |
| Боротьба на літніх Олімпійських іграх 2012 | Норвегія | греко-римська боротьба, до 60 кг | 13     |
| Боротьба на літніх Олімпійських іграх 2016 | Норвегія | греко-римська боротьба, до 59 кг | Бронза |

### Виступи на Чемпіонатах світу
| Змагання                        | Збірна   | Вагова категорія                 | Місце  |
| ------------------------------- | -------- | -------------------------------- | ------ |
| Чемпіонат світу з боротьби 2002 | Норвегія | греко-римська боротьба, до 60 кг | 32     |
| Чемпіонат світу з боротьби 2003 | Норвегія | греко-римська боротьба, до 55 кг | 22     |
| Чемпіонат світу з боротьби 2005 | Норвегія | греко-римська боротьба, до 60 кг | 27     |
| Чемпіонат світу з боротьби 2006 | Норвегія | греко-римська боротьба, до 60 кг | 30     |
| Чемпіонат світу з боротьби 2007 | Норвегія | греко-римська боротьба, до 60 кг | 16     |
| Чемпіонат світу з боротьби 2009 | Норвегія | греко-римська боротьба, до 60 кг | 9      |
| Чемпіонат світу з боротьби 2011 | Норвегія | греко-римська боротьба, до 60 кг | 21     |
| Чемпіонат світу з боротьби 2013 | Норвегія | греко-римська боротьба, до 60 кг | 25     |
| Чемпіонат світу з боротьби 2014 | Норвегія | греко-римська боротьба, до 59 кг | Бронза |
| Чемпіонат світу з боротьби 2015 | Норвегія | греко-римська боротьба, до 59 кг | 10     |
| Чемпіонат світу з боротьби 2017 | Норвегія | греко-римська боротьба, до 59 кг | 25     |
| Чемпіонат світу з боротьби 2018 | Норвегія | греко-римська боротьба, до 63 кг | 18     |
| Чемпіонат світу з боротьби 2019 | Норвегія | греко-римська боротьба, до 60 кг | 24     |

### Виступи на Чемпіонатах Європи
| Змагання                         | Збірна   | Вагова категорія                 | Місце  |
| -------------------------------- | -------- | -------------------------------- | ------ |
| Чемпіонат Європи з боротьби 2001 | Норвегія | греко-римська боротьба, до 54 кг | 14     |
| Чемпіонат Європи з боротьби 2002 | Норвегія | греко-римська боротьба, до 55 кг | 13     |
| Чемпіонат Європи з боротьби 2003 | Норвегія | греко-римська боротьба, до 60 кг | 16     |
| Чемпіонат Європи з боротьби 2004 | Норвегія | греко-римська боротьба, до 60 кг | 16     |
| Чемпіонат Європи з боротьби 2005 | Норвегія | греко-римська боротьба, до 60 кг | 13     |
| Чемпіонат Європи з боротьби 2006 | Норвегія | греко-римська боротьба, до 60 кг | 15     |
| Чемпіонат Європи з боротьби 2007 | Норвегія | греко-римська боротьба, до 60 кг | Срібло |
| Чемпіонат Європи з боротьби 2008 | Норвегія | греко-римська боротьба, до 60 кг | 12     |
| Чемпіонат Європи з боротьби 2010 | Норвегія | греко-римська боротьба, до 60 кг | 10     |
| Чемпіонат Європи з боротьби 2011 | Норвегія | греко-римська боротьба, до 60 кг | 8      |
| Чемпіонат Європи з боротьби 2013 | Норвегія | греко-римська боротьба, до 60 кг | 15     |
| Чемпіонат Європи з боротьби 2014 | Норвегія | греко-римська боротьба, до 59 кг | 15     |
| Чемпіонат Європи з боротьби 2018 | Норвегія | греко-римська боротьба, до 63 кг | Срібло |
| Чемпіонат Європи з боротьби 2019 | Норвегія | греко-римська боротьба, до 63 кг | Срібло |
| Чемпіонат Європи з боротьби 2020 | Норвегія | греко-римська боротьба, до 63 кг | 5      |

### Виступи на Європейських іграх
| Змагання              | Збірна   | Вагова категорія                 | Місце |
| --------------------- | -------- | -------------------------------- | ----- |
| Європейські ігри 2015 | Норвегія | греко-римська боротьба, до 59 кг | 9     |

### Виступи на інших змаганнях
| Змагання                                                         | Збірна   | Вагова категорія                 | Місце  |
| ---------------------------------------------------------------- | -------- | -------------------------------- | ------ |
| Олімпійський кваліфікаційний турнір з боротьби 2004 (Новий Сад)  | Норвегія | греко-римська боротьба, до 55 кг | 11     |
| Олімпійський кваліфікаційний турнір з боротьби 2004 (Ташкент)    | Норвегія | греко-римська боротьба, до 55 кг | 11     |
| Північний чемпіонат з боротьби 2005                              | Норвегія | греко-римська боротьба, до 60 кг | Бронза |
| Північний чемпіонат з боротьби 2006                              | Норвегія | греко-римська боротьба, до 60 кг | Срібло |
| Гран-прі Німеччини з боротьби 2007                               | Норвегія | греко-римська боротьба, до 66 кг | 24     |
| Північний чемпіонат з боротьби 2007                              | Норвегія | греко-римська боротьба, до 60 кг | Бронза |
| Олімпійський кваліфікаційний турнір з боротьби 2008 (Роме-Остія) | Норвегія | греко-римська боротьба, до 60 кг | 11     |
| Олімпійський кваліфікаційний турнір з боротьби 2008 (Новий Сад)  | Норвегія | греко-римська боротьба, до 60 кг | Срібло |
| Північний чемпіонат з боротьби 2008                              | Норвегія | греко-римська боротьба, до 66 кг | Срібло |
| Гран-прі Німеччини з боротьби 2009                               | Норвегія | греко-римська боротьба, до 60 кг | 5      |
| Північний чемпіонат з боротьби 2009                              | Норвегія | греко-римська боротьба, до 60 кг | Золото |
| Міжнародний турнір «Cristo Lutte» 2010                           | Норвегія | греко-римська боротьба, до 60 кг | Золото |
| Золотий Гран-прі з боротьби 2010 (Сомбатгей)                     | Норвегія | греко-римська боротьба, до 60 кг | Бронза |
| Гран-прі Німеччини з боротьби 2010                               | Норвегія | греко-римська боротьба, до 60 кг | Бронза |
| Золотий Гран-прі з боротьби 2010 (Баку)                          | Норвегія | греко-римська боротьба, до 60 кг | Бронза |
| Кубок Арво Хаавісто 2010                                         | Норвегія | греко-римська боротьба, до 66 кг | 8      |
| Турнір Германа Каре 2011                                         | Норвегія | греко-римська боротьба, до 66 кг | 8      |
| Міжнародний меморіал Дейва Шульца 2011                           | Норвегія | греко-римська боротьба, до 66 кг | 6      |
| Золотий Гран-прі з боротьби 2011 (Сомбатгей)                     | Норвегія | греко-римська боротьба, до 60 кг | 14     |
| Північний чемпіонат з боротьби 2011                              | Норвегія | греко-римська боротьба, до 60 кг | 8      |
| Гран-прі Іспанії з боротьби 2011                                 | Норвегія | греко-римська боротьба, до 60 кг | Бронза |
| Кубок Владислава Пітласинські 2011                               | Норвегія | греко-римська боротьба, до 60 кг | 20     |
| Турнір Германа Каре 2012                                         | Норвегія | греко-римська боротьба, до 60 кг | Золото |
| Тор Мастерс 2012                                                 | Норвегія | греко-римська боротьба, до 60 кг | Срібло |
| Кубок Гранми з боротьби 2012                                     | Норвегія | греко-римська боротьба, до 60 кг | Бронза |
| Олімпійський кваліфікаційний турнір з боротьби 2012 (Софія)      | Норвегія | греко-римська боротьба, до 60 кг | 9      |
| Олімпійський кваліфікаційний турнір з боротьби 2012 (Тайюань)    | Норвегія | греко-римська боротьба, до 60 кг | 5      |
| Олімпійський кваліфікаційний турнір з боротьби 2012 (Гельсінкі)  | Норвегія | греко-римська боротьба, до 60 кг | Срібло |
| Гран-прі Іспанії з боротьби 2012                                 | Норвегія | греко-римська боротьба, до 60 кг | Бронза |
| Турнір Германа Каре 2013                                         | Норвегія | греко-римська боротьба, до 66 кг | Золото |
| Тор Мастерс 2013                                                 | Норвегія | греко-римська боротьба, до 60 кг | Золото |
| Золотий Гран-прі з боротьби 2013 (Сомбатгей)                     | Норвегія | греко-римська боротьба, до 60 кг | 9      |
| Північний чемпіонат з боротьби 2013                              | Норвегія | греко-римська боротьба, до 66 кг | Золото |
| Кубок Азовмаша 2013                                              | Норвегія | греко-римська боротьба, до 66 кг | 5      |
| Кубок Владислава Пітласинські 2013                               | Норвегія | греко-римська боротьба, до 60 кг | 5      |
| Тор Мастерс 2014                                                 | Норвегія | греко-римська боротьба, до 66 кг | Бронза |
| Золотий Гран-прі з боротьби 2014 (Сомбатгей)                     | Норвегія | греко-римська боротьба, до 59 кг | Бронза |
| Північний чемпіонат з боротьби 2014                              | Норвегія | греко-римська боротьба, до 66 кг | Золото |
| Відкритий чемпіонат Стокгольма з боротьби 2014                   | Норвегія | греко-римська боротьба, до 59 кг | Золото |
| Гран-прі Німеччини з боротьби 2014                               | Норвегія | греко-римська боротьба, до 59 кг | 5      |
| Золотий Гран-прі з боротьби 2014 (Баку)                          | Норвегія | греко-римська боротьба, до 59 кг | Бронза |
| Гран-прі FILA 2015                                               | Норвегія | греко-римська боротьба, до 59 кг | Бронза |
| Турнір Дана Колова — Николи Петрова 2015                         | Норвегія | греко-римська боротьба, до 59 кг | 5      |
| Північний чемпіонат з боротьби 2015                              | Норвегія | греко-римська боротьба, до 66 кг | Золото |
| Гран-прі Іспанії з боротьби 2015                                 | Норвегія | греко-римська боротьба, до 66 кг | 8      |
| Кубок Владислава Пітласинські 2015                               | Норвегія | греко-римська боротьба, до 59 кг | 5      |
| Кубок Вантаа з боротьби 2015                                     | Норвегія | греко-римська боротьба, до 66 кг | Срібло |
| Олімпійський кваліфікаційний турнір з боротьби 2016 (Зренянин)   | Норвегія | греко-римська боротьба, до 59 кг | Бронза |
| Олімпійський кваліфікаційний турнір з боротьби 2016 (Улан-Батор) | Норвегія | греко-римська боротьба, до 59 кг | Срібло |
| Турнір Г. Картозія і В. Балавадзе 2017                           | Норвегія | греко-римська боротьба, до 59 кг | Срібло |
| Кубок Хапаранди з боротьби 2017                                  | Норвегія | греко-римська боротьба, до 66 кг | 4      |
| Турнір Германа Каре 2018                                         | Норвегія | греко-римська боротьба, до 67 кг | Золото |
| Турнір Івана Піддубного 2018                                     | Норвегія | греко-римська боротьба, до 67 кг | 23     |
| Тор Мастерс 2018                                                 | Норвегія | греко-римська боротьба, до 63 кг | 6      |
| Гран-прі Німеччини з боротьби 2018                               | Норвегія | греко-римська боротьба, до 63 кг | 5      |
| Гран-прі Угорщини з боротьби 2019                                | Норвегія | греко-римська боротьба, до 63 кг | 5      |
| Тор Мастерс 2019                                                 | Норвегія | греко-римська боротьба, до 63 кг | Золото |
| Турнір Маттео Пелліцоне 2020                                     | Норвегія | греко-римська боротьба, до 63 кг | Срібло |

### Виступи на змаганнях молодших вікових груп
| Змагання                                          | Збірна   | Вагова категорія                                  | Місце  |
| ------------------------------------------------- | -------- | ------------------------------------------------- | ------ |
| Чемпіонат світу з боротьби серед кадетів 1999     | Норвегія | Чемпіонат світу з боротьби серед кадетів 1999     | 8      |
| Північний чемпіонат з боротьби серед кадетів 2000 | Норвегія | Північний чемпіонат з боротьби серед кадетів 2000 | Золото |
| Чемпіонат Європи з боротьби серед кадетів 2000    | Норвегія | Чемпіонат Європи з боротьби серед кадетів 2000    | 9      |
| Північний чемпіонат з боротьби серед юніорів 2001 | Норвегія | Північний чемпіонат з боротьби серед юніорів 2001 | Срібло |
| Північний чемпіонат з боротьби серед юніорів 2002 | Норвегія | Північний чемпіонат з боротьби серед юніорів 2002 | Золото |
| Чемпіонат Європи з боротьби серед юніорів 2002    | Норвегія | Чемпіонат Європи з боротьби серед юніорів 2002    | 10     |
| Північний чемпіонат з боротьби серед юніорів 2003 | Норвегія | Північний чемпіонат з боротьби серед юніорів 2003 | Золото |
| Чемпіонат світу з боротьби серед юніорів 2003     | Норвегія | Чемпіонат світу з боротьби серед юніорів 2003     | 21     |